# (12016) Green
(12016) Green est un astéroïde de la ceinture principale.

## Description
(12016) Green est un astéroïde de la ceinture principale. Il fut découvert par Paul G. Comba le 1er décembre 1996 à Prescott. Il présente une orbite caractérisée par un demi-grand axe de 2,43 UA, une excentricité de 0,194 et une inclinaison de 6,72° par rapport à l'écliptique.
Il fut nommé en hommage au mathématicien britannique George Green (1793-1841).

## Compléments